# Thunderdome
Thunderdome je poznata ideja u hardcore/gabber glazbi, i uglavnom se koristi za tekući niz zabava i kompilacijske CD albume.

## Povijest
Ideja Thunderdomea počela je sa zabavom održanom 20. lipnja 1992. pod imenom Thunderdome: The Final Exam. Ova zabava je bila prvi pokušaj širenja hardcore/gabber glazbe na široku publiku. Ideju je pokrenula izdavačka kuća ID&T koja također stoji i iza ostalih glazbenih događaja kao što su Mystery Land, Sensation White i Sensation Black. 1993., ID&T je također pokrenuo objavljivanje Thunderdomeovih kompilacijskih CD albuma. Također su prodani različiti rekviziti kao npr. majice, bombarderske jakne, privjesci, kape, pa čak energetsko piće Thundertaste i kondom Thunderdoom. Ideju Thunderdomea je vrlo važno uzeti u obzir za popularizaciju i širenje gabber glazbe tijekom 1990-ih. Iako je to nedvojbeno najveća i najpopularnija ideja u sceni tijekom većeg dijela 1990-ih, taj naslov se sada suparnički zbog drugih događaja poput danas popularnijeg Masters of Hardcorea. Zanimljiva je činjenica kako su neki od novijih izvođača hardcore/gabbera, kako oni sami tvrde, kao poticaj za produkciju vlastite glazbe dobili upravo iz pjesama iz starijih Thunderdomeovih CD albuma.
Krajem 1999., ID&T je pauzirao Thunderdome i zaustavio organiziranje zabava i objavljivanje CD-a. Ta stanka je trajala do 2001., kada su nastavljena organiziranja zabava i objavljivanja CD-a koji traju i dan danas. Od ponovnog pokretanja, zabave se održavaju jednom godišnje. 2002. koncept za zabavu je bila deseta godišnjica Thunderdomea pod imenom Thunderdome: A Decade. CD koji je snimljen uživo na zabavi i obljetnički DVD su objavljeni pod istim nazivom Thunderdome: A Decade. 2008. objavljen je komplet od 3 CD-a pod nazivom Thunderdome XV - 15.Years.Of.Thunderdome. 2006. povodom proslave službene himne Thunderdome 2006, osnovana je izdavačka kuća "Thunderdome Records".

## Događaji

### U Nizozemskoj
- 20. lipnja 1992. - Thunderdome: The Final Exam
- 3. listopada 1992. - Thunderdome I (Thialf, Heerenveen)
- 13. veljače 1993. - Thunderdome II (Frieslandhallen, Leeuwarden)
- 13. ožujka 1993. - Thunderdome III (Statenhal, Den Haag)
- 3. travnja 1993. - Thunderdome IV (Thialf, Heerenveen)
- 8. svibnja 1993. - Thunderdome V 'The Final Thunderdome' (Martinihal, Groningen)
- 9. listopada 1993. - Thunderdome (Martinihal, Groningen)
- 27. studenog 1993. - Thunderdome (Jaarbeurs, Utrecht)
- 25. travnja 1995. - Thunderdome meets Multigroove (Amsterdam)
- 26. kolovoza 1995. - Thunderdome vs. Hellraiser (Amsterdam)
- 20. travnja 1996. - Thunderdome '96 'Dance Or Die!' (Fec Expo, Leeuwarden)
- 22. veljače 1997. - Thunderdome @ Mysterland (Jaarbeurs, Utrecht)
- 4. srpnja 1997. - Thunderdome @ Mysteryland (Bussloo)
- 28. studenog 1998. - Thunderdome (Fec Expo, Leeuwarden)
- 2. listopada 1999. - Thunderdome (Thialf, Heerenveen)
- 25. kolovoza 2001. - Thunderdome (Heineken Music Hall, Amsterdam)
- 12. listopada 2002. - Thunderdome: A Decade (RAI Amsterdam, Amsterdam)
- 25. listopada 2003. - Thunderdome (Jaarbeurs, Utrecht)
- 4. prosinca 2004. - Thunderdome (Jaarbeurs, Utrecht)
- 3. prosinca 2005. - Thunderdome (Jaarbeurs, Utrecht)
- 2. prosinca 2006. - Thunderdome (Jaarbeurs, Utrecht)
- 15. prosinca 2007. - Thunderdome XV (RAI Amsterdam, Amsterdam)
- 24. svibnja 2008. - Thunderdome: Payback time (Heineken Music Hall, Amsterdam)
- 20. prosinca 2008. - Thunderdome (Jaarbeurs, Utrecht)
- 23. svibnja 2009. - Thunderdome: Fight Night Payback time (Heineken Music Hall, Amsterdam)
- 19. prosinca 2009. - Thunderdome: Alles naar de klote (Jaarbeurs, Utrecht)
- 18. prosinca 2010. - Thunderdome: Braking Barriers (Jaarbeurs, Utrecht)

### U drugim državama
- 11. srpnja 1994. - Thunderdome (Keulen Sporthalle; Köln, Njemačka)
- 13. svibnja 1995. - Thunderdome (Oberhausen; Ruhr, Njemačka)
- 23. lipnja 1995. - Thunderdome (Palau Vall D'Hebron; Barcelona, Španjolska)
- 1. listopada 1995. - Thunderdome (Midland Railway Worksops; Perth, Australija)
- 16. studenog 1996. - Thunderdome '96 Part 2 (Sportpaleis; Antwerpen, Belgija)
- 29. ožujka 1997. - Thunderdome '97 (Sportpaleis; Antwerpen, Belgija)
- 18. listopada 1997. - Global Hardcore Nation (Sportpaleis; Antwerpen, Belgija)
- 7. veljače 1998. - Global Hardcore Nation: The Cosmic Journey (Sportpaleis; Antwerpen, Belgija)

## Glazbena izdanja

### Kompilacijski CD albumi
- 1993: Thunderdome - F*ck Mellow This Is Hardcore From Hell
- 1993: Thunderdome II - Judgement Day
- 1993: Thunderdome III - The Nightmare Is Back
- 1993: Thunderdome IV - The Devil's Last Wish
- 1994: Thunderdome V - The Fifth Nightmare
- 1994: Thunderdome VI - From Hell To Earth
- 1994: Thunderdome VII - Injected With Poison
- 1995: Thunderdome VIII - The Devil In Disguise
- 1995: Thunderdome IX - Revenge Of The Mummy
- 1995: Thunderdome X - Sucking For Blood
- 1995: Thunderdome XI - The Killing Playground
- 1996: Thunderdome XII - Caught In The Web Of Death
- 1996: Thunderdome XIII - The Joke's On You
- 1996: Thunderdome XIV - Death Becomes You
- 1996: Thunderdome XV - The Howling Nightmare
- 1997: Thunderdome XVI - The Galactic Cyberdeath
- 1997: Thunderdome XVII - Messenger Of Death
- 1997: Thunderdome XVIII - Psycho Silence
- 1997: Thunderdome XIX - Cursed By Evil Sickness
- 1998: Thunderdome XX
- 1998: Thunderdome XXI
- 1998: Thunderdome XXII
- 1999: Thunderdome - Hardcore Rules The World
- 1999: Thunderdome - Past, Present, Future
- 2001: Thunderdome 2001 a.k.a. Harder Than Hard
- 2001: Thunderdome 2001 Part 2
- 2002: Thunderdome 2002
- 2003: Thunderdome 2003 Part 1
- 2003: Thunderdome 2003 Part 2
- 2004: Thunderdome 2nd Gen Part 1
- 2005: Thunderdome 2005-1
- 2006: Thunderdome 2006
- 2007: Thunderdome 2007
- 2008: Thunderdome XV
- 2009: Thunderdome Fight Night
- 2010: Thunderdome Braking Bariers

### Posebni CD-ovi
- 1994: Thunderdome - The Megamix Of Thunderdome 1-5!
- 1994: Thunderdome - The X-mas Edition
- 1995: Thunderdome - Hardcore Will Never Die (The Best Of)
- 1995: Thunderdome Australian Tour Vol 1 - Thunder Downunder
- 1996: Thunderdome '96 - Dance Or Die! (Live Recorded at FEC-Expo Center Leeuwarden 20.04.96)
- 1996: Thunderdome - The Best Of
- 1997: Thunderdome '97
- 1997: Thunderdome - School edition '97
- 1997: Thunderdome - The Best Of '97
- 1997: Thunderdome Live Presents Global Hardcore Nation
- 1998: Thunderdome Live - Recorded at Mystery Land The 4th of July 1998
- 1998: Thunderdome Live Presents Global Hardcore Nation 2
- 1998: Thunderdome - The Best Of '98
- 1998: Thunderdome - School edition '98-'99
- 1999: Thunderdome - The Essential '92-'99 Collection
- 2002: Thunderdome - A Decade Live
- 2002: Thunderdome - 12 years of hardcore
- 2004: Thunderdome Turntablized : Mixed by Unexist

### Vinilne ploče
U zagradi se nalaze izdavačke kuće u kojima su ploče objavljene.
- The Dreamteam - Thunderdome (Dreamteam Productions)
- Thunderdome 3 (Arcade)
- Thunderdome - The Fuckin Megamix
- DJ Dano - Thunderdome 4 EP (Dreamteam Productions)
- F. Salee - Thunderdome IV EP (Dreamteam Productions)
- DJ Buzz Fuzz - Thunderdome 4 EP (Dreamteam Productions)
- The Prophet - Thunderdome 4 EP (Dreamteam Productions)
- The Dreamteam - Thunderdome Remix EP (Dreamteam Productions)
- Thunderdome 4 The Megamixes (Total Recall)
- Thunderdome 4 The Megamixes -Picture Disc- (Total Recall)
- Thunderdome 5 The Megamixes (Total Recall)
- Thunderdome 6 Sampler (ID&T Records)
- Thunderdome 6 Megamix (ID&T Records)
- Thunderdome 7 Sampler (ID&T Records)
- Thunderdome 7 Megamix (ID&T Records)
- Thunderdome Winter Experience (ID&T Records)
- Thunderdome 8 Sampler (ID&T Records)
- Thunderdome 9 Sampler (ID&T Records)
- Thunderdome 10 Sampler (ID&T Records)
- Thunderdome The Unreleased Projects (ID&T Records)
- Thunderdome '96 - The Thunder Anthems (ID&T Records)
- Thunderdome '98 - Hardcore Rules The World (ID&T Records)
- Korsakoff - The Powerrave Experience (Stardom - Thunderdome 2004 Anthem) (Pro Artist Management)
- Thunderdome 2006 (Thunderdome Records)
- DJ Promo & MC Drokz - Thunderdome 2007 Anthem / 3 Steps Ahead - Remember Remixes (The Third Movement)
- DJ Mad Dog & MC Justice - Payback Time (The Official Thunderdome Anthem) (Traxtorm Records)
- Endymion & Nosferatu - Act Of God (Thunderdome 08 Anthem) (Thunderdome Records)
- Thunderdome Fight Night: The Thunderdome Fight Night Anthems 2009 (Thunderdome Records)

## Pjesme povezane s Thunderdomeom
Zbog popularnosti Thunderdomea, neki izvođači su njemu u počast producirali neke pjesme. Ovo su neki primjeri:
- The Prophet, DJ Gizmo, DJ Dano & Buzz Fuzz - "Thunderdome '93" (We will take you on a trip into thunder. Thunderdome!)
- 3 Steps Ahead - "This Is The Thunderdome" (This is the Thunderdome)
- 3 Steps Ahead - "Thunderdome Till We Die" (Don't you believe we're in Thunderdome till we die)
- DJ Dano - "Welcome To The Thunderdome" (Welcome to another edition of Thunderdome)
- DJ E-Rick & Tactic - "Hardcore Rules The World" (Welcome to Thunderdome '98)
- DJ E-Rick & Tactic - "Meet Her At Thunderdome" (uzorci su očito preuzeti iz filma Mad Max Beyond Thunderdome zato što sadrži riječ Thunderdome)
- DJ Promo - "Feel The Thunder" (We never stop give you what you want, we never stop give you what you need, Thunderdome, under makes me wonder, feel the bass, there will be no escape, check it, Thunderdome)
- Gabbaheads - "I'm A Thunderdome Baby" (I'm a Thunderdome baby, so now you can hear me)
- Gabber Piet - "Gabber Mack" (Shave your head down to the bone, raving at the Thunderdome)
- DJ Mad Dog & MC Justice - "Payback Time" (For all the fuckers and bitches that left us behind! This is Thunderdome!)

## Vanjske poveznice
- Službena stranica Thunderdomea
- Portugalska stranica posvećena Thunderdomeu  Arhivirana inačica izvorne stranice od 16. ožujka 2010. (Wayback Machine)